# دنلوب للإطارات
دنلوب للإطارات (بالإنجليزية: Dunlop Tyres)‏، هي علامة تجارية للإطارات تُديرها شركات مختلفة حول العالم. أسسها رائد الإطارات الهوائية جون بويد دنلوب في دبلن، أيرلندا، في عام 1890، شركة جوديير للإطارات والمطاط هي من تُدير العلامة التجارية. في أمريكا الشمالية، أوروبا، أستراليا، ونيوزيلندا.
في عام 1985، استطاعت شركة بي تي آر بي إل سي الحصول على حقوق الشركة وحصلت شركة سوميتومو على حق تصنيع وتسويق اطارات دنلوب من دون لها الحق باستعمال اسم الشركة. خلال عام 1997 اكتسبت شركة سوميتومو اتفاق لاستخدام اسم دنلوب في اسم الشركة، وتغيير اسم شركة تابعة لها في المملكة المتحدة وحولتها إلى شركة إطارات دنلوب المحدودة
في عام 1999، كانت سوميتومو وشركة جود يير على مشروع المشترك، بموجبه استطاعت سوميتومو لتصنيع الإطارات اليابانية باسم دنلوب، في حين اشترت شركة جوديير 75 ٪ من الشركات الأوروبية وأمريكا الشمالية الأمريكية الشمالية التابعة لشركة سوميتومو.